# Театр Гольдони (Венеция)
Театр Гольдони (итал. Teatro Goldoni) — один из старейших театров Венеции, открытый в 1622 году. Расположен в нескольких сотнях метров от моста Риальто в районе Сан-Марко.
Театр Гольдони — четвёртый по старшинству в Венеции. Он был построен в 1622 году на средства семьи Вендрамин, которой впоследствии принадлежал на протяжении нескольких веков.
Театр несколько раз менял название: он назывался театром Вендрамин, Сан-Лука, Сан-Салваторе, Аполлона, а в 1875 году получил название в честь Карло Гольдони.
В XVII веке театр неоднократно перестраивался — после пожара в 1652 году и в 1684 году. Здание в существующих формах возникло после перестройки 1720 года. Карло Гольдони руководил театром с 1752 года до отъезда в Париж в 1761 году.
В XIX веке театр неоднократно перестраивался. До 1937 года им владела семья Вендрамин и наследники. После Второй мировой войны пришедший в ветхость театр закрылся и в 1957 году перешёл в городскую собственность. В 1979 году он после реконструкции был вновь открыт.
Театр имеет четырёхъярусный зрительный зал вместимостью 800 человек со сценой 12 метров шириной и 11 метров длиной. В нём проходят драматические спектакли, оперные постановки, детские праздники и другие мероприятия. Театр управляется компанией «Teatro Stabile del Veneto».